# Draško Stanivuković
Draško Stanivuković (in serbo Драшко Станивуковић?; Banja Luka, 21 maggio 1993) è un politico bosniaco di etnia serba, sindaco di Banja Luka dal 24 dicembre 2020.

## Biografia
Nacque a Banja Luka nel 1993 in una famiglia agiata di imprenditori da Dragan Stanivuković e Svetlana; ha anche un fratello maggiore, Goran. Dopo aver concluso gli studi liceali si è iscritto presso la Facoltà di Economia dell'Università di Banja Luka.
Appena diciottenne si iscrisse al Partito del Progresso Democratico (PDP) e nel 2014 ha fondato l'associazione "Budi drugačiji" per fornire aiuti alle fasce socialmente più deboli della popolazione; ha partecipato a diverse manifestazioni di protesta, venendo anche arrestato nel 2019 durante una manifestazione per chiedere alle autorità di indagare sulla morte di David Dragičević.
Nel 2014 si presentò una prima volta alle elezioni per l'Assemblea nazionale della Repubblica Serba di Bosnia ed Erzegovina, ricevendo solamente 2 000 voti risultati insufficienti per un seggio. Due anni dopo si candidò a consigliere dell'assemblea comunale di Banja Luka, risultando eletto con quasi 2 100 voti e divenendo il più giovane consigliere nella storia della città; nella prima seduta dell'assemblea annunciò di voler rinunciare al suo stipendio di circa 1 000 marchi per devolverlo a studenti e persone non in grado di permettersi gli studi e le cure mediche a causa della loro situazione economica. Durante il suo mandato si è occupato principalmente di educazione e ambiente.
Tentò nuovamente di ottenere un seggio all'Assemblea nazionale della Repubblica Serba alle elezioni del 2018, risultando eletto con quasi 20 000 voti e divenendo anche in questo caso il più giovane deputato dell'assemblea; ha nuovamente annunciato di aver rinunciato al suo compenso devoluto in parte alla fondazione Pravda za Davida ed in parte a borse di studio ed associazioni artistiche, culturali e sportive. Nel 2019 destò scalpore l'alterco violento avuto col Ministro degli affari interni della Repubblica Serba Dragan Lukač. Nello stesso periodo si interessò anche alle proteste clericali in Montenegro, scendendo in piazza a Nikšić al fianco della Chiesa ortodossa serba e contro il governo montenegrino, venendo poi arrestato e bandito dal paese per un anno.
Nel 2020 il partito lo propose come candidato sindaco di Banja Luka in contrapposizione al sindaco uscente Igor Radojičić, venendo eletto col 54% dei voti. Subito dopo la sua elezione l'allora membro della Presidenza della Bosnia ed Erzegovina Milorad Dodik affermò che la Repubblica Serba non avrebbe più fornito finanziamenti alla città.

## Controversie
Nel febbraio 2020 è stata diffusa una foto che lo ritraeva con la bandiera cetnica e in altre occasioni ha fatto affermazioni controverse sul massacro di bosniaci a Srebrenica del 1995, sostenendo che non si fosse trattato di un genocidio, o sul Tribunale penale internazionale per l'ex-Jugoslavia, di cui ha sostenuto di non riconoscere l'autorità.